# قوم واردمن

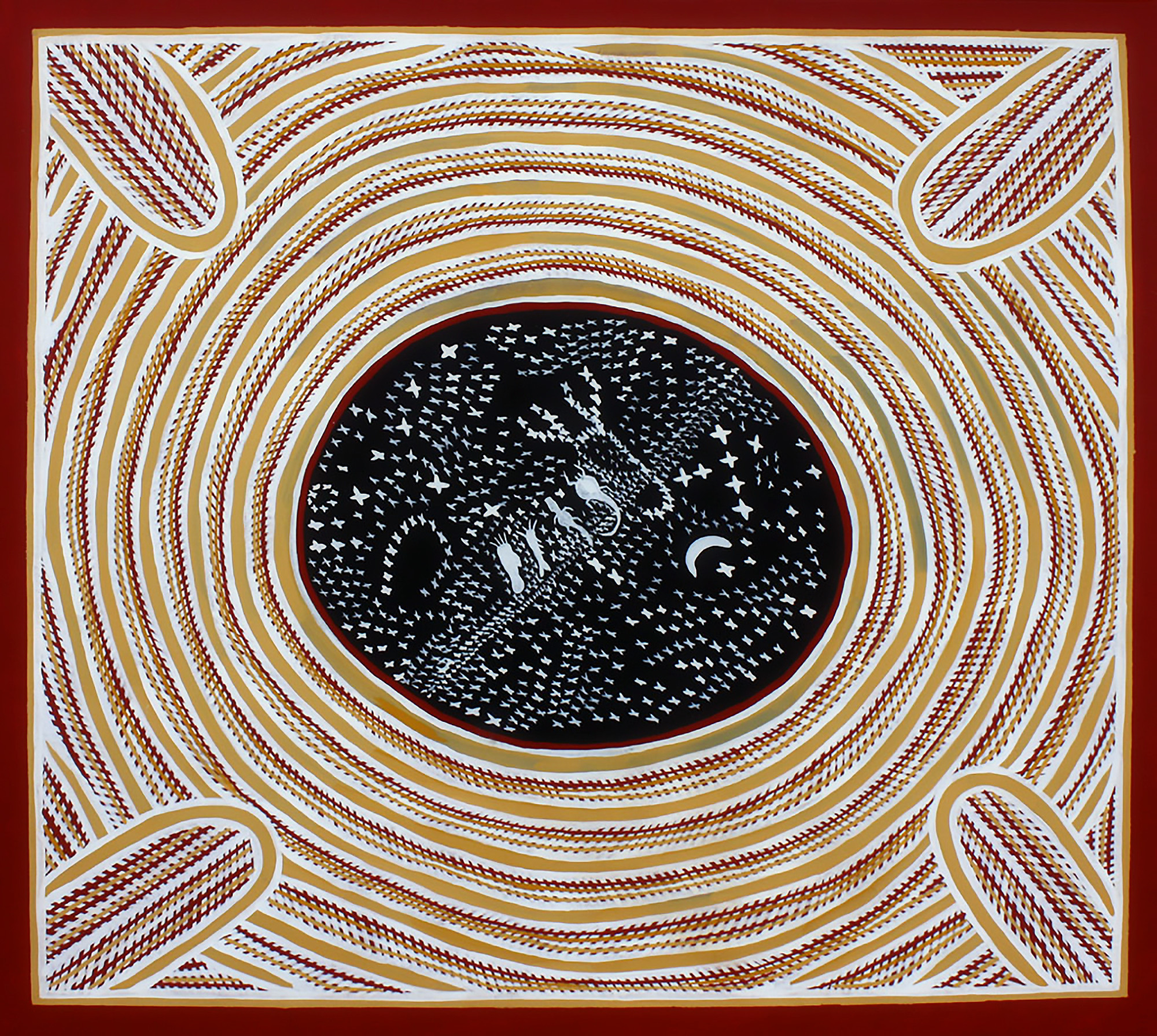
نقاشی نقشهٔ ستارگان اثر پیر قوم واردمن، بیل ییدومدوما هارنی، که راه شیری، ماه و ارواح نیاکانی را به تصویر می‌کشد.

قوم واردمن (انگلیسی: Wardaman people) گروه کوچکی از بومیان جزیره استرالیا هستند که حدود ۱۴۵ کیلومتر در جنوب‌باختری کاترین، در محدودهٔ «زمین‌های مورد اعتماد بومیان مننگن» در قلمرو شمالی استرالیا زندگی می‌کنند.

## زبان
زبان واردمن زبانی غیر از زبان‌های پاما-نیونگایی است. هرچند در آستانهٔ تبدیل شدن به یک زبان درخطر قرار دارد، تا اوایل دههٔ ۱۹۹۰ میلادی یکی از پرگویشورترین زبان‌های بومی استرالیا در کاترین، قلمرو شمالی بود و برآورد می‌شد که حدود ۳۰ نفر گویشور و شاید بیش از ۲۰۰ نفر توانایی درک آن را داشتند.

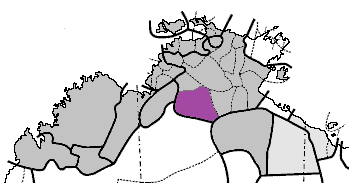
زبان‌های یانگمانی (مانند زبان واردمن) به رنگ بنفش هستند. دیگر زبان‌های غیر پاما-نیونگان به رنگ خاکستری‌اند.

## سرزمین
بر پایهٔ گفتهٔ نورمن تیندیل، قلمرو واردمن‌ها حدود ۷۲۵۰ کیلومتر مربع وسعت داشت که از سرچشمه‌های شاخه‌های جنوبی بخش بالایی رود فلورا آغاز می‌شد و تا باختر، تا پایگاه رود ویکتوریا ادامه می‌یافت. مرزهای جنوبی این سرزمین حوالی «جاسپر گورج» بود. حضور واردمن‌ها در ایستگاه دلامیر در دوران پس از تماس با اروپایی‌ها رخدادی تازه در تاریخ آنان به‌شمار می‌رود.

## تاریخ تماس
تماس اروپایی‌ها با واردمن و گروه‌های مرتبط مانند داگومن و یانگمن از همان آغاز با خشونت چشمگیر همراه بود. در نهایت، با واگذاری سرزمین‌های قبیله‌ای به اجاره‌های دامداری، مردان به کارهایی مانند راندن گاو مسلط شدند و زنان نیز به کارهای خانگی و خدماتی مشغول گشتند.

## هنر صخره‌ای
واردمن‌ها دو گونه هنر را متمایز می‌کنند: آثاری که توسط موجودات آفرینشگر در روزگار رؤیا ساخته شده و «بوواراجا» نام دارد، و آثاری که انسان‌ها ساخته‌اند که «بولاوولا» خوانده می‌شود. آثار دستهٔ دوم به رویدادهای تاریخی نزدیک‌تر می‌پردازد، از جمله رخدادهایی که پس از اشغال سرزمین توسط سفیدپوستان رخ داد و موضوعاتی چون اسلحه و راندن گاو را نشان می‌دهد. طرح‌های «بوواراجا» انتزاعی‌تر بوده و پیشینه‌ای بسیار کهن دارند، برخی از آن‌ها دست‌کم به ۵ هزار سال پیش بازمی‌گردند.

## اسطوره‌شناسی
افسانه‌های واردمن در مورد روزگار رؤیا از «یاگجگبولا» و «جابیرینگی» سخن می‌گویند که به «برادران آذرخش» معروف‌اند و با آغاز باد موسمی پیوند دارند. آن‌ها در هنر صخره‌ای مقدس واردمن، مانند «ییوارلارلای» به تصویر کشیده شده‌اند. برادر کوچک‌تر، یاگجگبولا، بلندقد و خوش‌چهره است و همسرش «گولیریدان» نام دارد. جابیرینگی کوتاه‌تر و ساده‌چهره‌تر است و همسرش «گانایاندا» نام دارد. ماجرای اسطوره‌ای خیانت همسر جابیرینگی به برادر کوچک‌تر و نبرد خونین بین آن‌ها، با رعد و برق و باران، بخشی مهم از این روایت است. تصویر این نبرد در ییوارلارلای بیش از ۴ متر ارتفاع دارد و از بزرگ‌ترین انسان‌انگاری‌ها در جهان به‌شمار می‌آید.

## امروز
امروزه جامعهٔ واردمن در کاترین در دو اردوگاه در جنوب و باختر شهر متمرکز است. یکی در «بونجارّی» (بینجارا) در ایستگاه «منبولو» حدود ۷٫۵ مایل از کاترین فاصله دارد و دیگری در «راک‌هول» در کنار بزرگراه فلورینا، اندکی بیش از ۶ مایل بیرون از شهر است.

## افراد سرشناس
- بیل ییدومدوما هارنی، فعال حقوق بومیان استرالیا و نویسندهٔ چندین کتاب
- اندرو مک‌لئود، عضو تالار افتخارات لیگ فوتبال استرالیا (AFL) و رکورددار تعداد بازی برای باشگاه فوتبال آدلاید
- جیسون هورن-فرانسیس، انتخاب اول در درفت لیگ فوتبال استرالیا در سال ۲۰۲۱ و بازیکن کنونی باشگاه فوتبال پورت آدلاید